# كانات أبوتاليبوف
كانات أبوتاليبوف (مواليد 22 مارس 1983) هو ملاكم كازاخستاني، مثّل بلاده في الألعاب الأولمبية الصيفية في دورتي 2008 و2012.

## روابط خارجية
كانات أبوتاليبوف على موقع أوليمبيديا (الإنجليزية)